# Carne secca

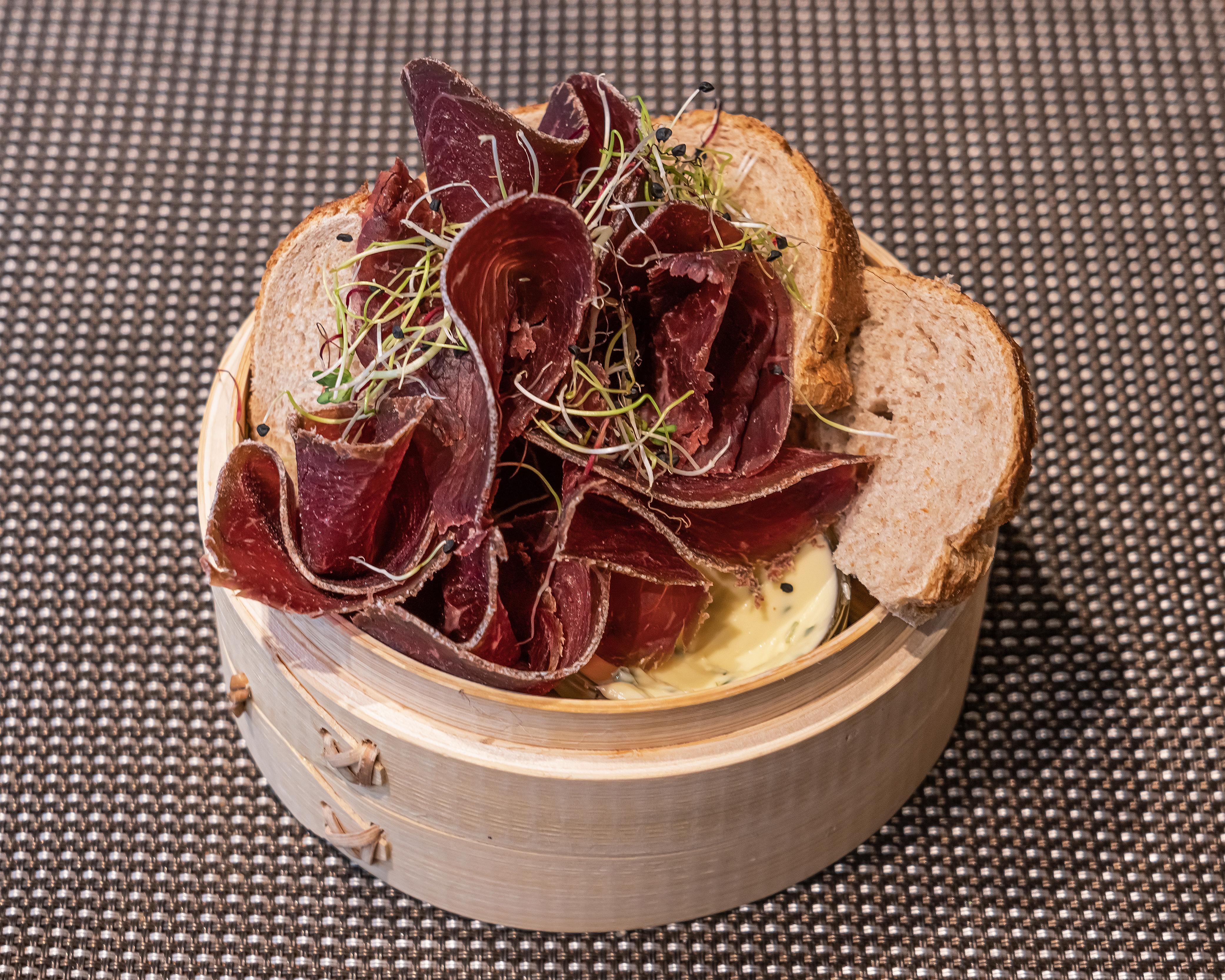
Bündnerfleisch (Svizzera)

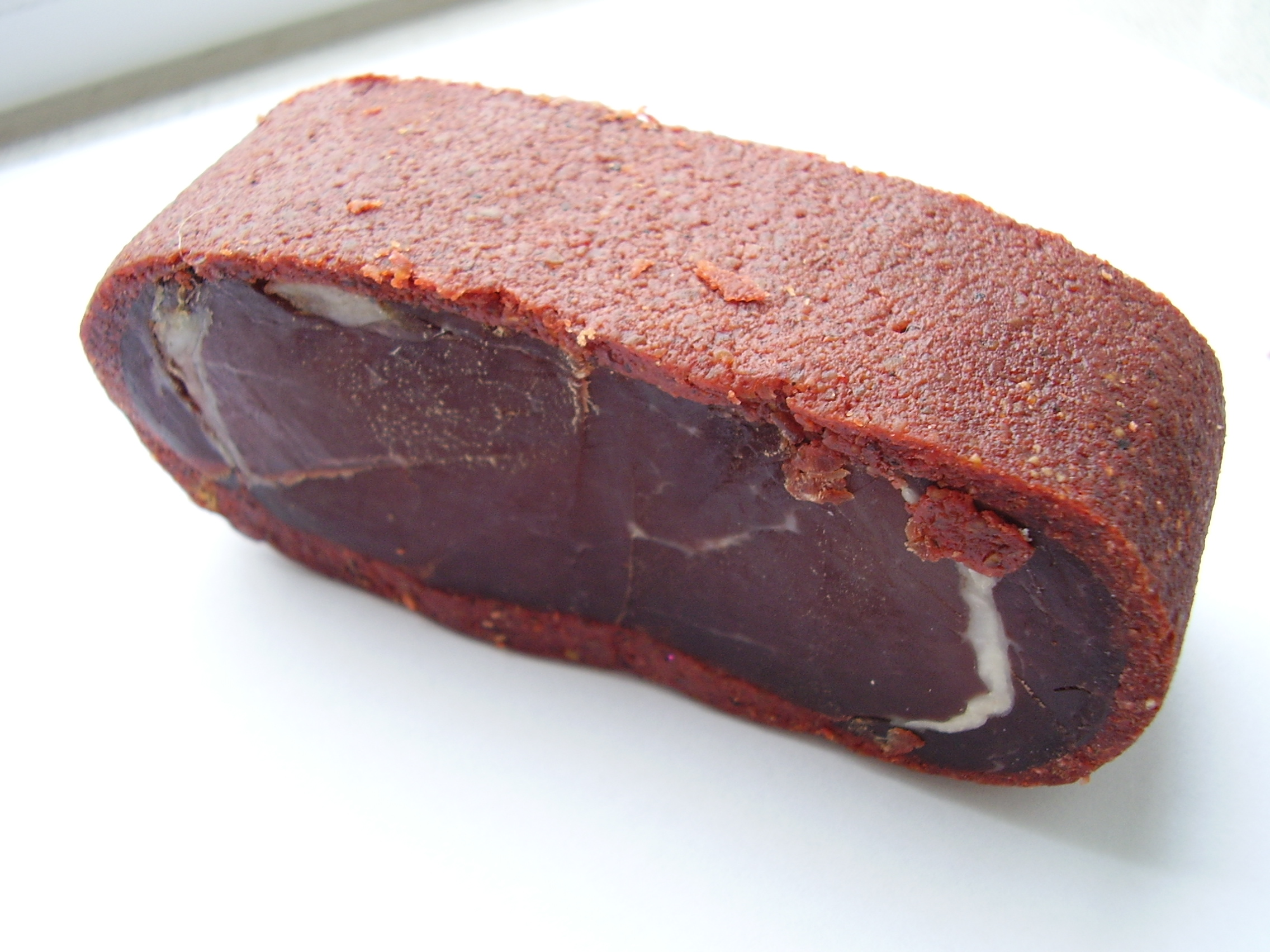
Basturma (Armenia)

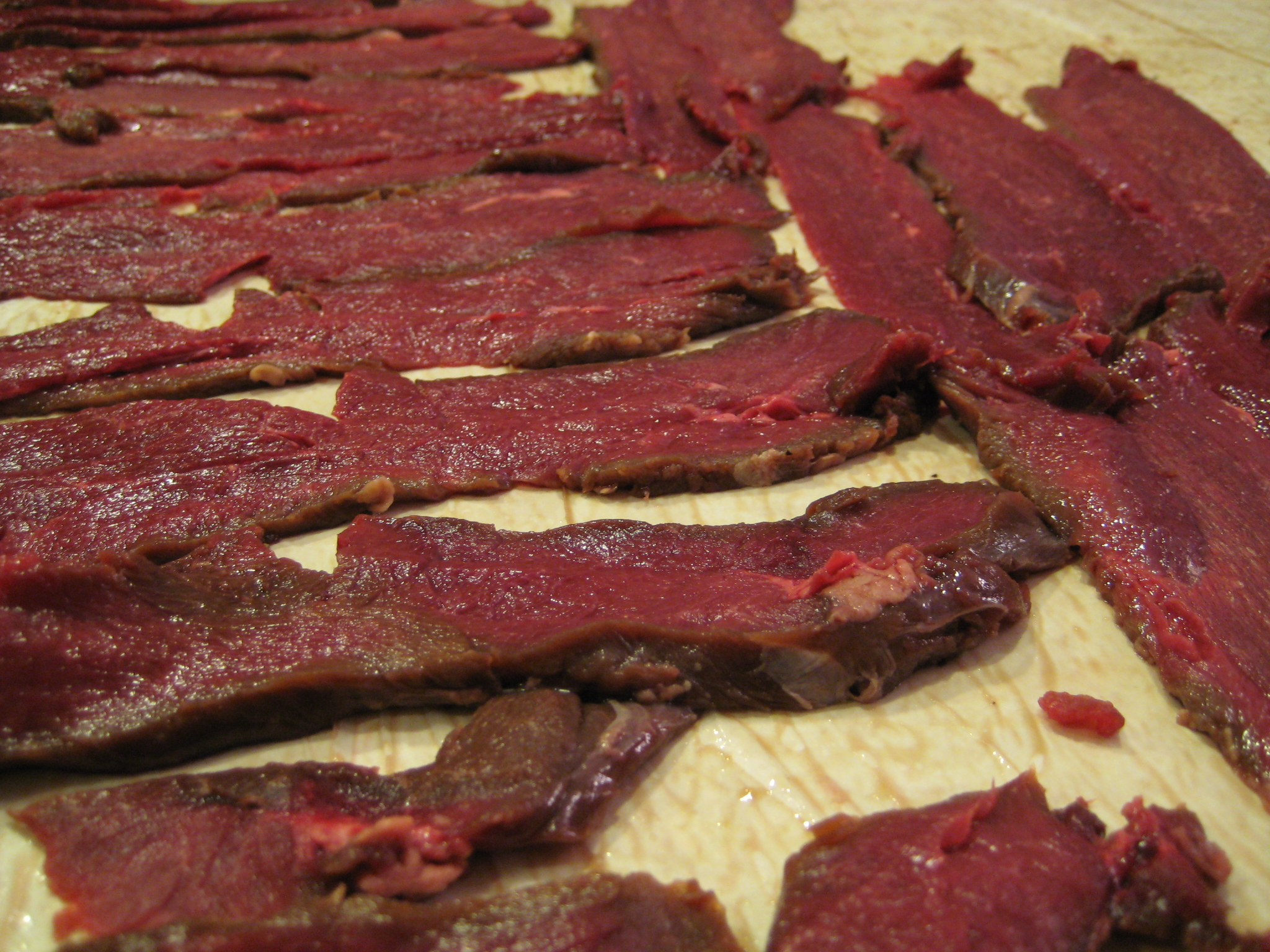
Fettine di jerky (U.S.A.)

La carne secca è un tipo di preparazione diffuso, nelle sue varianti, in moltissime regioni del mondo.

## Utilizzo
L'essiccazione della carne ne permette una maggior conservazione e ne riduce notevolmente il volume ed il peso. Per questo motivo si è rivelato un cibo adatto per viaggiatori, esploratori, popoli nomadi o allevatori al seguito delle mandrie come ad esempio i gauchos. Per la comodità di trasporto e conservazione è anche una tradizionale fonte di nutrimento per gli eserciti (celebre la kuivaliha per i soldati finlandesi durante la seconda guerra mondiale).

## Diffusione
Negli Stati Uniti ed in Canada il prodotto più commerciato è conosciuto con il nome di "jerky" (a sua volta derivato dal "Charqui" in lingua quechua) mentre in Europa la carne secca è prodotta specialmente lungo l'arco alpino (in Italia è celebre la bresaola mentre in Svizzera è molto conosciuta la carne secca dei grigioni e la carne secca del vallese). Prodotti analoghi vengono ottenuti anche in altre zone montuose del mondo come ad esempio il già ricordato charqui (carne secca di alpaca o di altri animali) sulle Ande peruviane.